# Obradovce
Obradovce (cirill betűkkel Обрадовце) egy falu Szerbiában, a Jablanicai körzetben, Crna Trava községben.

## Népesség
- 1948-ban 113 lakosa volt.
- 1953-ban 102 lakosa volt.
- 1961-ben 90 lakosa volt.
- 1971-ben 70 lakosa volt.
- 1981-ben 48 lakosa volt.
- 1991-ben 38 lakosa volt
- 2002-ben 31 lakosa volt,[1] akik mindannyian szerbek.[2]